# Argentína a 2018. évi téli olimpiai játékokon
Argentína a dél-koreai Phjongcshangban megrendezett 2018. évi téli olimpiai játékok egyik részt vevő nemzete volt. Az országot az olimpián 4 sportágban 7 sportoló képviselte, akik érmet nem szereztek.

## Alpesisí
Férfi
| Versenyző           | Versenyszám      | 1. futam      | 1. futam      | 2. futam | 2. futam | Összesítés | Összesítés |
| Versenyző           | Versenyszám      | Idő           | Hely.         | Idő      | Hely.    | Idő        | Helyezés   |
| ------------------- | ---------------- | ------------- | ------------- | -------- | -------- | ---------- | ---------- |
| Sebastiano Gastaldi | Óriás-műlesiklás | nem ért célba | nem ért célba | kiesett  | kiesett  | kiesett    | kiesett    |
| Nicol Gastaldi      | Óriás-műlesiklás | 1:18,06       | 44.           | 1:15,38  | 43.      | 2:33,44    | 42.        |
| Nicol Gastaldi      | Műlesiklás       | nem ért célba | nem ért célba | kiesett  | kiesett  | kiesett    | kiesett    |

## Sífutás
Távolsági
Férfi
| Versenyző      | Versenyszám | Idő     | Helyezés |
| -------------- | ----------- | ------- | -------- |
| Matías Zuloaga | 15 km       | 42:27,5 | 96.      |

Női
| Versenyző               | Versenyszám | Idő     | Helyezés |
| ----------------------- | ----------- | ------- | -------- |
| María Cecilia Domínguez | 10 km       | 34:16,1 | 87.      |

## Snowboard
Akrobatika
Férfi
| Versenyző      | Versenyszám | Selejtező | Selejtező | Selejtező     | Selejtező | Döntő    | Döntő    | Döntő    | Döntő         | Helyezés |
| Versenyző      | Versenyszám | 1. futam  | 2. futam  | Jobb eredmény | Hely.     | 1. futam | 2. futam | 3. futam | Jobb eredmény | Helyezés |
| -------------- | ----------- | --------- | --------- | ------------- | --------- | -------- | -------- | -------- | ------------- | -------- |
| Matías Schmitt | Big air     | 51,75     | 23,00     | 51,75         | 15.       | kiesett  | kiesett  | kiesett  | kiesett       | 30.      |
| Matías Schmitt | Slopestyle  | 50,86     | 20,68     | 50,86         | 12.       | kiesett  | kiesett  | kiesett  | kiesett       | 24.      |

Snowboard cross
| Versenyző       | Versenyszám | Selejtező | Selejtező | Selejtező | Selejtező | Selejtező     | Selejtező | Nyolcaddöntő | Negyeddöntő | Elődöntő | Döntő    | Helyezés |
| Versenyző       | Versenyszám | 1. futam  | 1. futam  | 2. futam  | 2. futam  | Jobb eredmény | Kiemelés  | Nyolcaddöntő | Negyeddöntő | Elődöntő | Döntő    | Helyezés |
| Versenyző       | Versenyszám | Idő       | Hely.     | Idő       | Hely.     | Jobb eredmény | Kiemelés  | Helyezés     | Helyezés    | Helyezés | Helyezés | Helyezés |
| --------------- | ----------- | --------- | --------- | --------- | --------- | ------------- | --------- | ------------ | ----------- | -------- | -------- | -------- |
| Steven Williams | Férfi       | 1:17,12   | 34.       | 1:15,35   | 5.        | 1:15,35       | 29.       | 4.           | kiesett     | kiesett  | kiesett  | 30.      |

## Szánkó
| Versenyző              | Versenyszám | 1. futam | 1. futam | 2. futam | 2. futam | 3. futam | 3. futam | 4. futam | 4. futam | Összesítés | Összesítés |
| Versenyző              | Versenyszám | Idő      | Hely.    | Idő      | Hely.    | Idő      | Hely.    | Idő      | Hely.    | Idő        | Helyezés   |
| ---------------------- | ----------- | -------- | -------- | -------- | -------- | -------- | -------- | -------- | -------- | ---------- | ---------- |
| Verónica María Ravenna | Női egyes   | 47,175   | 22.      | 47,788   | 26.      | 47,739   | 24.      | kiesett  | kiesett  | 2:22,702   | 24.        |